# Josep Ignasi Ametller
Josep Ignasi Ametller (les Borges del Camp, 20 de juliol de 1930) va ser un ciclista català que va córrer professionalment entre 1954 i 1961.

## Palmarès
- 1956
  - Vencedor de 2 etapes a la Volta a Llevant
  - 1r a Mora d'Ebre
- 1958
  - 1r a Tarragona
- 1959
  - 1r a Tortosa